# 兹登科·科祖尔
兹登科·科祖尔（Zdenko Kožul，1966年5月21日—），克罗地亚国际象棋棋手、特级大师。
科祖尔于1989年获得国际象棋特级大师称号。他于1989年、1990年连续获得南斯拉夫国际象棋全国冠军。2006年，获欧洲国际象棋个人冠军。